# Saison 1 de Section Genius
Chronologie
Saison 2
Cet article présente les épisodes de la première saison de Section Genius diffusé entre le 6 mai 2011 et le 13 avril 2012 sur Disney Channel et au Québec entre le 29 août 2012 et le 6 mars 2013 sur VRAK.TV

## Distribution de la saison

### Acteurs principaux
- China Anne McClain : Chyna Parks
- Sierra McCormick : Olive
- Jake Short : Fletcher
- Stefanie Scott : Lexi
- Carlon Jeffery : Cameron Parks

### Acteurs récurrents et invités
- Aedin Mincks : Angus Chestnut
- Allie DeBerry : Paisley Houndstooth
- Mindy Sterling : Susan Skidmore
- Finesse Mitchell (en) : Darryl Parks
- Zach Steel : Gibson
- Christian Campos : Wacky the Wolf
- Elise Neal : Roxanne Parks
- Claire Engler (en) : Violet
- Cameron Palatas : Jared
- Vanessa Morgan : Vanessa ou Jeanne
- Matt Lowe : Hippo

## Épisodes

### Épisode 1:Infiltration de Genius
- États-Unis : 6 mai 2011 sur Disney Channel
- France : 5 octobre 2011 sur Disney Channel France
- Québec : 29 août 2012 sur VRAK.TV

- États-Unis : 4,436 millions de téléspectateurs[1]

### Épisode 2:L'Activité parascolaire
- États-Unis : 17 juin 2011
- France : 12 octobre 2011
- Québec : 5 septembre 2012

- États-Unis : 4,334 millions de téléspectateurs[2]

### Épisode 3:La Légende du casier hanté
- États-Unis : 24 juin 2011
- France : 19 octobre 2011
- Québec : 12 septembre 2012

- États-Unis : 4,64 millions de téléspectateurs[3]

### Épisode 4:Des Génius pas géniaux
- États-Unis : 1er juillet 2011
- France : 26 octobre 2011
- Québec : 19 septembre 2012

- États-Unis : 2,75 millions de téléspectateurs[4]

### Épisode 5:L'Élection
- États-Unis : 8 juillet 2011
- France : 2 novembre 2011
- Québec : 26 septembre 2012

- États-Unis : 3,508 millions de téléspectateurs[5]

### Épisode 6:Les Malheurs de Gibson
- États-Unis : 15 juillet 2011
- France : inconnu
- Québec : 3 octobre 2012

- États-Unis : 3,946 millions de téléspectateurs[6]

### Épisode 7:La Taupe
- États-Unis : 29 juillet 2011
- France : inconnu
- Québec : 10 octobre 2012

- États-Unis : 3,057 millions de téléspectateurs[7]

### Épisode 8:Le Nouveau
- États-Unis : 12 août 2011
- France : inconnu
- Québec : 17 octobre 2012

- États-Unis : 3,721 millions de téléspectateurs[8]

### Épisode 9:Cameron a des visions
- États-Unis : 19 août 2011
- France : inconnu
- Québec : 31 octobre 2012

- États-Unis : 3,498 millions de téléspectateurs[9]

### Épisode 10:Premier Contrat
- États-Unis : 26 août 2011
- France : inconnu
- Québec : 7 novembre 2012

- États-Unis : 3,574 millions de téléspectateurs[10]

### Épisode 11:Sauvez Gibson!
- États-Unis : 16 septembre 2011
- France : inconnu
- Québec : 14 novembre 2012

- États-Unis : 3,176 millions de téléspectateurs[11]

- Shelley Long (Mrs. Busby)

### Épisode 12:Le Chef-d'œuvre
- États-Unis : 23 septembre 2011
- France : 21 décembre 2011
- Québec : 21 novembre 2012

- États-Unis : 2,605 millions de téléspectateurs[12]

### Épisode 13:La Remplaçante
- États-Unis : 30 septembre 2011
- France : inconnu
- Québec : 28 novembre 2012

- États-Unis : 3,364 millions de téléspectateurs[13]

### Épisode 14:Section des jeunes mutants
- États-Unis : 7 octobre 2011
- France : 1er février 2012
- Québec : 24 octobre 2012

- États-Unis : 3,838 millions de téléspectateurs[14]

### Épisode 15:Les Petits Papiers
- États-Unis : 28 octobre 2011
- France : inconnu
- Québec : 5 décembre 2012

- États-Unis : 3,221 millions de téléspectateurs[15]

- Zibby Allen (Madam Googoo)
- James Hong (Kenny)

### Épisode 16:Le Bonheur de l'ignorance
- États-Unis : 4 novembre 2011
- France : inconnu
- Québec : 12 décembre 2012

- États-Unis : 3,486 millions de téléspectateurs[16]

### Épisode 17:La Soirée Pyjama
- États-Unis : 18 novembre 2011
- France : inconnu
- Québec : 9 janvier 2013

- États-Unis : 3,606 millions de téléspectateurs[17]

### Épisode 18:Voyage à Los Angeles (1repartie)
- États-Unis : 25 novembre 2011
- France : 24 mars 2012
- Québec : 16 janvier 2013

- États-Unis : 3,409 millions de téléspectateurs[18]

### Épisode 19:Voyage à Los Angeles (2epartie)
- États-Unis : 25 novembre 2011
- France : 24 mars 2012
- Québec : 23 janvier 2013

- États-Unis : 3,409 millions de téléspectateurs[18]

### Épisode 20:Petit Papa Genius
- États-Unis : 9 décembre 2011
- France : 8 février 2012
- Québec : 19 décembre 2012

- États-Unis : 3,053 millions de téléspectateurs[19]

- Cameron Palatas (Jared)

### Épisode 21:Le Spectacle
- États-Unis : 20 janvier 2012
- France : 11 avril 2012
- Québec : 30 janvier 2013

- États-Unis : 2,657 millions de téléspectateurs[20]

### Épisode 22:Le Concert des bouchés
- États-Unis : 27 janvier 2012
- France : 29 février 2012
- Québec : 6 février 2013

- États-Unis : 2,658 millions de téléspectateurs[21]

### Épisode 23:Le Double Rendez-vous
- États-Unis : 24 février 2012
- France : 22 février 2012
- Québec : 13 février 2013

- États-Unis : 3,037 millions de téléspectateurs[22]

- Caroline Sunshine (Ella)
- Cameron Palatas (Jared)

### Épisode 24:Le Sac à dos massant
- États-Unis : 2 mars 2012
- France : 7 mars 2012
- Québec : 20 février 2013

- États-Unis : 2,775 millions de téléspectateurs[23]

### Épisode 25:Violette
- États-Unis : 30 mars 2012
- France : 11 avril 2012
- Québec : 27 février 2013

- États-Unis : 2,464 millions de téléspectateurs[24]

### Épisode 26:Coupable!
- États-Unis : 13 avril 2012
- France : 11 avril 2012
- Québec : 6 mars 2013

- États-Unis : 3,438 millions de téléspectateurs[25]